# 小林陽太郎
小林陽太郎（1933年4月5日—2015年9月5日）是一名知名日本企業家，經濟同友會終身幹事（元代表幹事）、日本富士施樂公司前社長、日本電信電話取締役、国際大学理事長、慶應義塾評議員・理事，「新日中友好21世紀委員會」首屆日方主席，也曾經擔任三邊委員會亞洲太平洋委員。

## 生平
出生於倫敦，先後畢業於慶應義塾幼稚舍、慶應義塾普通部、慶應義塾高等學校，1956年（昭和31年）慶應義塾大学經濟学部畢業，之後再從沃顿商学院取得MBA。2015年9月5日，因為左側慢性膿胸在東京病逝。